# Lasiocercis truncata
Lasiocercis truncata là một loài bọ cánh cứng trong họ Cerambycidae.